# My Boyfriend's Back
My Boyfriend's Back är en amerikansk romantisk komedifilm från 1993, regisserad av Bob Balaban. Filmen är en blandning av romantik, komedi och övernaturliga element och har en ton som är både humoristisk och lite skrämmande.

## Handling
Filmen följer en tonårig pojke vid namn Johnny Dingle (spelad av Andrew Lowery), som är kär i sin klasskamrat Missy McCloud (spelad av Traci Lind). Johnny är en vanlig kille, men hans liv tar en oväntad vändning när han försöker rädda Missy från ett rån och blir skjuten. Efter att ha dött återvänder han som en zombie för att vinna hennes hjärta och avslöja sin oskuld.
Trots att han är död, söker Johnny efter Missy och försöker återuppta sin relation med henne, medan han även måste hantera de övernaturliga effekterna av att vara en levande död. Filmen blandar humor, tonårsdrama och övernaturliga skräckelement, och Johnny måste balansera sina känslor för Missy med sitt liv som zombie och de konstiga situationer som uppstår på grund av hans återkomst från döden.

## Rollista
- Andrew Lowery som Johnny Dingle
- Traci Lind som Missy McCloud
- Philip Seymour Hoffman som Eddie
- Clifton Collins Jr. som Bubba